# Ion Ivanovici műveinek listája
Ion Ivanovici (1845–1902) román zeneszerző élete során közel 350 különböző művet alkotott.
- Valurile Dunarii Donauwellen Waltz
- Erzherzog Carl Ludwig March, Op. 129
- La Serenade
- The Daughter of the Boatman, or Schiffers Tochterlein (La Fille du Marin)* Seufzer Waltz (Sigh Waltz)
- Sinaia Waltz
- Szerenade Zigeuneren (Gypsy Serenade)
- Carmen Sylva Waltz from 1892
- Mariana Polka
- Romania's Heart Waltz, Op. 51
- Incognito Waltz
- Abschied van Focsani March (Farewell to Focsani March)
- Vision de l'Orient Waltz (Vision of the East), Op. 147
- Meteor Waltz
- Im Mondemglanz Waltz (Moonglow Waltz), Op. 122
- Magic of the Mountains Waltz
- Liebes Klange Polka (Love of Music Polka)
- Storm Galopp
- Wild Flowers Waltz
- Abendtraume Polka-Mazurka (Evening Dream Polka-Mazurka)
- Agatha Waltz
- Der Liebesbote Waltz (Messenger of Love Waltz), Op. 136
- Easy, like a Dream, also known as Legere, comme un reve in French and Leicht, wie der Traum in German
- Poker Polka, Op. 123
- Am Hofe der Czarin Waltz (In the Courts of the Princess Waltz), Op. 124
- Die Ballkönigin Waltz (King of the Ball Waltz), Op. 127
- Goldene Stunden Waltz (Golden Hours Waltz), Op. 128 from 1893
- Céline Polka-Mazurka, Op. 130
- Natalia Waltz, Op. 134
- Beim Pfanderspiel Polka, Op. 137
- Bluthenzauber Waltz, Op. 149
- Lieb' um Liebe Waltz (Love for Love Waltz), Op. 155
- Alina Waltz
- Amalia Waltz
- Life in Cyprus
- Souvenir de Brăila Quadrille
- Aurel Waltz
- Cleopatra Waltz
- Elena Polka-Mazurka
- Farmecul Pelesului
- Fata pescarului
- Frumoasa romanca Waltz
- Frumosii ochi albastri Song
- Hora micilor dorobanti
- Herzliebchen Waltz
- Kalinderu March
- La balul curtii Mazurka
- Luceafarul Waltz
- Military March
- Marsul Carol
- L'Odalisque Polka-Mazurka
- Pe Dunare Mazurka
- Placerea balului Mazurka
- Porumbeii albi
- Die Konigin des Morgens or The King of the Morning
- Rosina Polka from 1902
- Sarba motilor
- Suvenire Quadrille
- Maus Polka or Mouse Polka
- Tatiana Waltz
- Roses from the Orient Waltz
- Viata la Bucuresti Waltz
- Visuri de aur Waltz
- Zana Dunarii
- Anniversary Waltz
- Bavarian Landler
- Kaiserreise or Voyage Imperial March
- La Bella Roumaine Waltz from 1901